# Raluca Eminovici

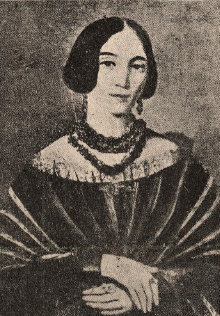
Raluca Eminovici

Raluca Eminovici (n. 1816, Joldești, Principatul Moldovei, cu numele la naștere Raresa   - d. 13 august 1876, Ipotești) a fost a treia fiică a stolnicului Vasile Iurașcu și a Paraschivei Iurașcu și mama poetul Mihai Eminescu. Raluca era din neamul vornicului Dumitru Ștefan (cca 1624). În Moldova, vornicul în lipsa domnitorului comanda oastea în timpul războiului. . Se căsătorește în 1840 cu Gheorghe Eminovici, bărbat nu prea înstărit, căminar,  aducând o zestre destul de mare pentru tânăra familie. Are unsprezece copii; pe șase dintre ei îi va pierde încă din timpul vieții sale. 

## Biografie
Raluca era foarte mandră de străbunii ei, pe care-i pretindea boieri de rangul întâi. În certurile amicale ce se iscau pe această temă între soții, Eminovici, cesta deseori spunea ironic, că Donțu fusese și mai boier decât Jurăsceștii. Donțu era rusul de pripas prin Moldova, Alexa Potlov, tata al Paraschivei Jurașcu, mama Ralucăi. Muscal sau cazac, se credea că era un refugiat din motive politice. Se așezase pe malul Siretului, nu departe de satul Sarafinești, într-un loc numit și azi Vadul Donțului, și trăia țărănește cu o țiitoare, Catrina, fata țăranului Ion Brehuescu. Fata, care mai apoi a murit de holeră, era bunica Raliței. Donțu îță dăduse fiica dupa stolnicul Vasile Jurașcu și era în părerea lumii ca rusul, bogat, îl umpluse pe ginere de bani. Potlov fusese om cult, căci vorbea nemțește, franțuzește și leșește. Mama poetului îl văzuse sau auzise povestindu-se de el. Purta barbă și plete, era alb ca neaua de bătrân, iar vara ședea numai în cămașă de borangic la umbra unui plop, pe malul Siretului, în apropierea prisacii lui. 
”Casa lui Eminovici era gospodărească, pridvor larg cu trepte, odăi cu privire liberă de jur împrejur, soproane, hambare, livadă, tei imenși”, o descrie George Călinescu. În satul Ipotești, județul Botoșani se află casa memorială ”Mihai Eminescu”. Prin 1849-1850, Gheorghe Eminovici, boier fiind în anii aceștia, a cumpărat jumătate din moșia Ipotești, unde și-a făcut casa. Imobilul era alcătuit din trei camere: salonul familiei, biroul tatălui lui Eminescu și dormitorul mamei și surorilor poetului. Bisericuța familiei Eminovici a fost construită la sfârșitul secolului al XVII-lea (1680), în locul primei biserici de lemn a satului, care data din secolul al XVII-lea. Mama poetului Raluca Eminovici, a cumpărat această biserică cu 250 de galbeni de la un anume Murgulet, fostul proprietar în anul în care a fost cumpărată și moșia de la Ipotești de către Gheorghe Eminovici, respectiv în 1847. Biserica a continuat să fie lăcaș de cult atât pentru familie, cât și pentru obștea locului. 

## Zestrea
Raluca aducea o frumoasă zestre în căsătoria cu Gheorghe Eminovici. Cu toate acestea, taxele și cheltuielile pe care le-au avut cu întreținerea în școli a copiilor le reduce mult nivelul de trai, încât numai fără griji nu putea fi numit. Iată și lista lucrurilor din zestre conform ”Isvodul di zăstri ci dau fiicei meli Ralu cu blagoslovenie și sănătati. Din anul 1840 mai 26”:
- Una icoana Maica Domnului, fericată în argint.
- Una candela tij de argint.
- Patru ineli cu diamant.
- Una parechi cercei cu mărgean.
- Un fermual.
- Două brățele de aur.
- Una perechi de cercei cu coletul lor.
- Una alesida de aur
- 12 linguri.
- 12 cuțite.
- 12 furculițe.
- 12 lingurițe.
- 1 lingura mare.
- Un paneraș lucrat în ajur.
- Una lada mare.
- Șasă tingiri de aramă.
- Două tablale de Liptca.
- 6 sfeșnice.
- Un lighean.
- Un ibric de alamă.
- Un salop de atlas.
- 7 rochii de matasă.
- 1 rochie de alibet.
- 8 straie de cit.
- 2 măsuți de cărți.
- 3 tacâmuri de masă.
- Pânză de fabrică
- 4 tacâmuri.
- Pânză de casă.
- 24 bucăți, cămăși și fuste.
- 4 bucăți scorturi.
- 2 scrinuri.
- 2 salteli.
- 2 oghealuri.
- 3 rânduri prostiri.
- 8 perini cu trei rânduri de feti.
- 3 capeli.
- 7 șaluri și unul turcesc.
- 2 mindiri de lână.
- 8 prosoape.
- 1 gardirop.
- 10 părechi scarpe de tot soiul.
- 12 părechi colțuni.
- Sticlării și farfurii.
- Bani în numărătoare înaintea cununiei 1.500. de galbeni
- Bani în numărătoare în ziua cununiei la 29 iunie anul 1840, rest 1.500 de galbeni. Adică în bani 3.000 de galbeni și zestre în haine și obiecte.”[7]

## Controverse
Despre frații și surorile lui Eminescu nu se cunosc detalii, fiind precizate doar câteva date biografice, găsite în special la criticul literar George Călinescu, care a dedicat o întreagă lucrare vieții lui Mihai Eminescu. Totodată despre frații și surorile lui Eminescu, pot fi aflate informații din corespondența purtată între Mihai Eminescu, Gheorghe Eminovici și Harietta Eminovici, sora poetului.
Din lucrarea marelui critic literar, dar și din sursele de informație disponibile este dezvăluit un destin tragic al familiei poetului nepereche. Unii din frații și surorile lui Eminescu au fost secerați de boli incurabile în secolul al XIX-lea, sau au suferit toată viața de afecțiuni grave. Familia lui Eminescu este marcată de geniu, frații acestuia în special dovedind o capacitate extraordinară în domeniile în care activau, în special drept, strategie militară și medicină.
Primul copil născut a fost Șerban Eminovici - anul 1841 - a studiat Medicina la Viena (Austria) și Erlangen (Bavaria - Germania). A murit în anul 1874 de boala TBC, la Berlin. Al doilea copil, Nicolae Eminovici (Nicu) - născut în anul 1843 - a studiat Dreptul, a trăit pe lângă părinți, fiind foarte bolnav. S-a sinucis, împușcându-se la Ipotești, imediat după moartea tatei. Al treilea copil, Iorgu Eminovici - născut în anul 1844, urmează cariera militară, ajunge sublocotenent într-o companie de infanterie militară în Germania. La o manevră militară în Brandemburg, cade de pe cal, accidentându-se, zace doi ani în pat, după care moare în anul 1873. În anul 1845 se naște prima fată, Ruxandra, al patrulea copil, care moare de mică. Al cincilea copil este Ilie - născut în anul 1846, studiază Medicina la Carol Davila, moare în anul 1863 de tifos, molipsit de la bolnavii pe care-i trata. Al șaselea copil - a doua fată - Maria (Marghioala) Eminovici - născută în anul 1848 - moare în anul 1855, la vârsta de 7 ani. Al șaptelea copil - Mihai Emonovici (Eminescu) - "poetul național" - "geniul tutelar al culturii neamului" se naște la 15 ianuarie 1850, în orașul Botoșani, pe Calea Națională, imobilul 179, unde există o placă memorială, unde se precizează aceasta. Botezul micuțului Mihai are loc la Biserica Uspenia din Botoșani (ctitoria doamnei Elena Rareș - anul 1552). Moare la data de 15 iunie 1889, la Sanatoriul doctorului Al. Suțu din București. Este înmormântat în cimitirul Belu din București. Al optulea copil - o fată - Aglaia Eminovici, născută în anul 1852, căsătorită cu profesorul Drogli. Moare în anul 1900. Al nouălea copil - Harieta (Henrietta) Eminovici - fată - născută în anul 1854, născută oloagă, nu și-a revenit toată viața - a avut grijă și l-a îngrijit pe fratele său Mihai Eminescu, când a fost bolnav la Botoșani. A murit în anul 1890 de pneumonie. Al zecelea copil - băiat - Matei Emonovici, născut în anul 1856, devine ofițer-căpitan, stabilit în Caraș-Severin, moare în anul 1929. Ultimul copil, al unsprezecelea - băiat - este Vasile Eminovici, care moare la vârsta de 1 an și jumătate.